# Charles J. Fillmore
Charles J. Fillmore (Saint Paul, 9 agosto 1929 – 13 febbraio 2014) è stato un linguista statunitense.

## Carriera
Fillmore conseguì la laurea in linguistica all'università del Michigan nel 1961, poi insegnò per dieci anni all'Ohio State University prima di diventare, nel 1971, Professore Emerito di Linguistica all'Università della California - Berkeley.
Fillmore ha condotto i suoi studi nell'ambito della semantica generativa, elaborando una teoria (o grammatica) dei casi che ha lo scopo di individuare i rapporti esistenti, a livello di struttura profonda, tra il verbo e gli altri costituenti della frase. Tra i suoi allievi vi sono Laura Michaelis, Chris Johnson, Miriam R. L. Petruck, Len Talmy e Eve Sweetser.
Il suo maggiore progetto fu FrameNet, una descrizione online su vasta scala del lessico inglese. I dati furono raccolti dal British National Corpus, annotati in base alla loro semantica e alle loro relazioni sintattiche e immagazzinati in un database organizzato per argomenti e basi lessicali. Il progetto ebbe una grande influenza, infatti l'International Journal of Lexicography gli dedicò interamente la sedicesima edizione del giornale. Ha anche ispirato progetti paralleli, con ricerche su altre lingue, compreso lo spagnolo, il tedesco e il giapponese.

## Opere (parziale)
- The Case for Case (1968).  In Bach and Harms (ed.): Universals in Linguistic Theory. New York: Holt, Rinehart, and Winston, 1-88.
- Frame semantics and the nature of language (1976): In Annals of the New York Academy of Sciences: Conference on the Origin and Development of Language and Speech Volume 280: 20-32.
- Frame semantics (1982).  In Linguistics in the Morning Calm. Seoul, Hanshin Publishing Co., 111-137.
- Starting where the dictionaries stop: The challenge for computational lexicography (Con Beryl T. (Sue) Atkins), 1994, In Atkins, B. T. S. and A. Zampolli (Eds.) Computational Approaches to the Lexicon. Oxford: Oxford University Press, 349-393.
- Lectures on Deixis (1997). Stanford: CSLI Publications. (originally distributed as Fillmore (1975/1971) Santa Cruz Lectures on Deixis by the Indiana University Linguistics Club).